# Sporobolus spiciformis
Sporobolus spiciformis är en gräsart som beskrevs av Jason Richard Swallen. Sporobolus spiciformis ingår i släktet droppgräs, och familjen gräs. Inga underarter finns listade i Catalogue of Life.